# Třída Uraga
Třída Uraga jsou mateřské lodě minolovek japonských námořních síl sebeobrany. Primárně slouží ke kladení min a logistickému zajištění minolovných operací (mimo jiné je zásobují palivem, potravinami a pitnou vodou), sekundárně k pomocným úkolům. V letech 1995–1998 byly postaveny dvě jednotky této třídy. Mohutná plavidla s plným výtlakem 6850 tun jsou v současnosti největší minolovky na světě.

## Stavba
Celkem byly postaveny dvě jednotky této třídy. Jednu postavila loděnice Hitachi Zosen v Maizuru a druhou loděnice Mitsui Engineering & Shipbuilding v Tamano.
Jednotky třídy Uraga:
| Jméno           | Zahájení stavby | Spuštěna        | Vstup do služby | Status  |
| --------------- | --------------- | --------------- | --------------- | ------- |
| Uraga (MST-463) | 19. května 1995 | 22. května 1996 | 19. března 1997 | aktivní |
| Bungo (MST-464) | 31. srpna 1995  | 24. dubna 1997  | 23. března 1998 | aktivní |

## Konstrukce

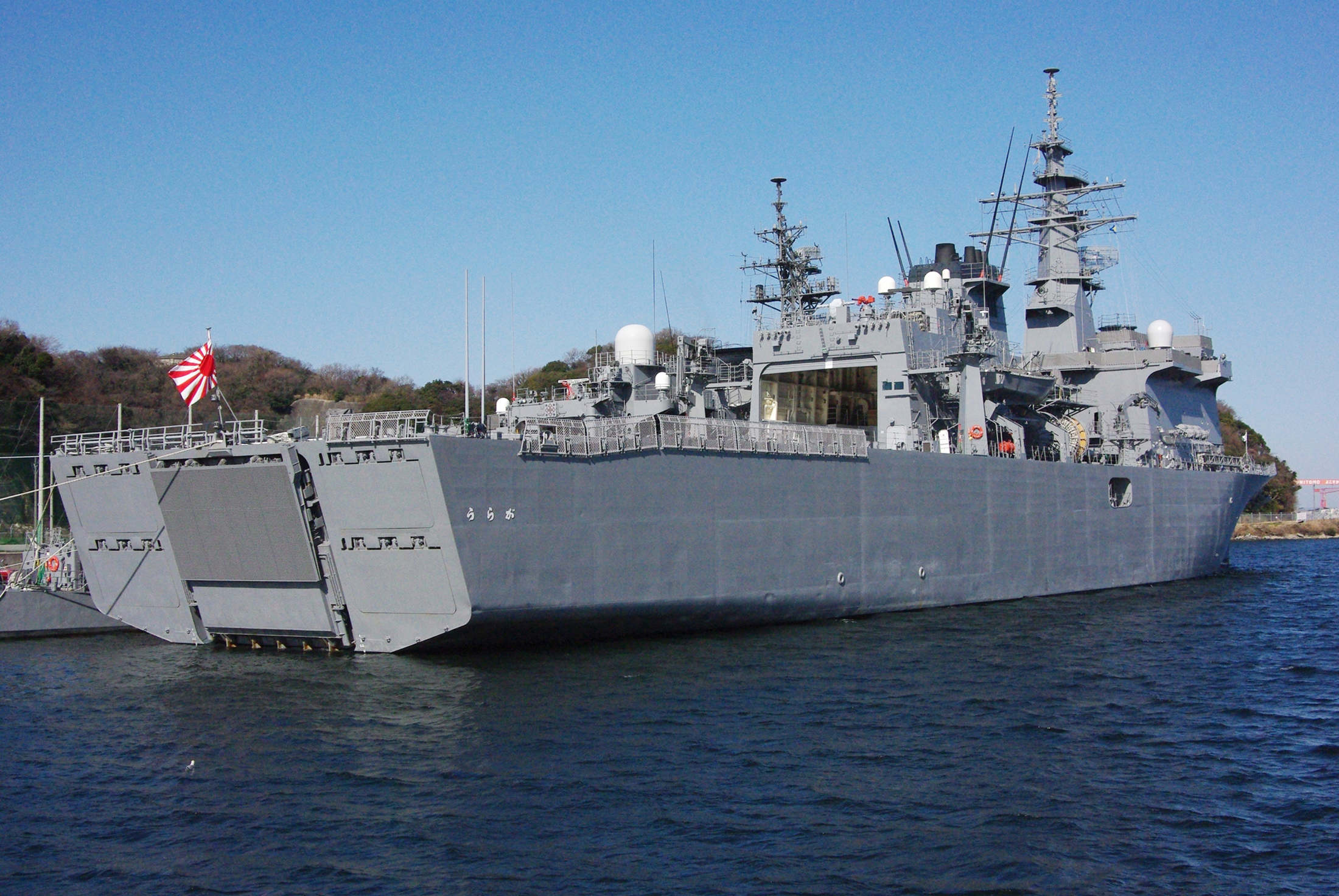
Uraga (MST-463)

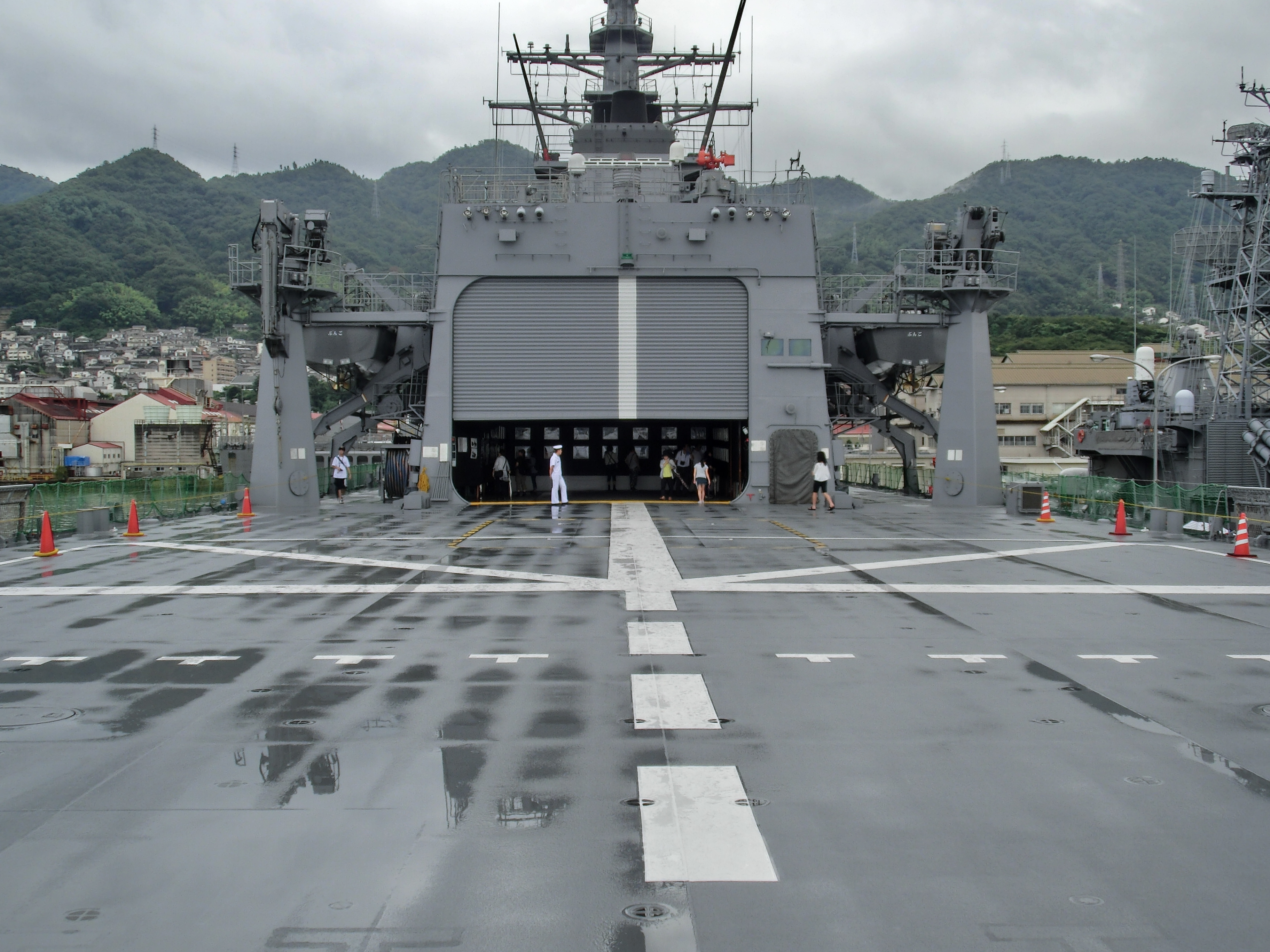
Letová paluba a hangár mateřských lodí minolovek Bungo (MST-464)‎

Plavidla disponují rozšířenými štábními a spojovacími prostředky pro velení minolovným operacím. Jsou vybavena dekompresní komorou pro potápěče. Na zádi se nachází rozměrná přistávací plocha a hangár pro těžký vrtulník MH-53E, který kromě přepravy nákladu může sloužit i k ničení min. Pod přistávací plochou je prostorná nákladová paluba přístupná záďovou rampou. Zde může být uskladněn různý materiál, nebo traly pro vrtulníky. Po stranách nákladové paluby jsou ve dvou patrech umístěny čtyři trojice kolejnic, do kterých lze umístit až 230 námořních min. Miny jsou do moře vypouštěny poklopy na zádi.
Elektroniku tvoří přehledový radar OPS-14B a navigační radar OPS-18. Plánovanou výzbroj měl tvořit jeden 76mm kanón OTO Melara Compact a dva systémy bodové obrany Phalanx. Z úsporných důvodů je Uraga bez výzbroje a Bungo nese pouze jeden 76mm kanón se systémem řízení palby FCS-2-21A.
Pohonný systém tvoří čtyři diesely Mitsui 12V42M-A, každý o výkonu 7165 kW. Nejvyšší rychlost dosahuje 22 uzlů. Dosah je 4600 námořních mil při rychlosti 20 uzlů. Manévrovací schopnosti plavidel zlepšuje příďové dokormidlovací zařízení.

## Operační služba
Plavidla se roku 1999 se zapojila do humanitární pomoci po zemětřesení v Turecku a roku 2011 po zemětřesení a tsunami v Japonsku.